# Oblaci
 Ovo je glavno značenje pojma Oblaci. Za druga značenja pogledajte Oblaci (razdvojba).
Oblaci su vidljive nakupine vodenih kapljica, ledenih kristala ili smjese kapljica i kristala, koje lebde u Zemljinoj atmosferi. Nastaju kad se zrak zasiti vodenom parom, što se može dogoditi zbog povećanja količine vodene pare u zraku ili zbog smanjenja temperature zraka ispod temperature rosišta. U oblacima se mogu nalaziti i veće čestice leda, pa i čestice koje potječu od onečišćenja što ga stvaraju industrija i promet (aerosoli). Promjer je vodenih kapljica nekoliko mikrometara, a ledenih kristala od nekoliko desetaka mikrometara do nekoliko milimetara. Oblaci se razlikuju od magle po tome što se nalaze visoko iznad tla. Važna je njihova uloga u energetskom stanju atmosfere: raspršuju, apsorbiraju i reemitiraju zračenje sa Zemlje i Sunca i tako onemogućavaju naglo zagrijavanje ili hlađenje tla i zraka, kondenzacijom vodene pare oslobađaju latentnu toplinu, a oborinskim procesima vraćaju vodu na tlo. Oblaci sudjeluju u ciklusu vodene pare (hidrološki ciklus) u atmosferi jer se kondenzacijom oslobađa latentna toplina i jer oborinskim procesima vraća vodu na površinu Zemlje.
Topli zrak pun vlage podiže se u vis. Kad dosegne određenu visinu, ohladi se. Na niskoj temperaturi topli zrak više ne može zadržati vlagu u obliku vodene pare, pa se ona pretvara u malene kapi vode ili komadiće leda i tako stvara oblake. Svi su oblaci, zato što se stvaraju na različitim visinama i temperaturama, potpuno različiti i neprestano mijenjaju svoj oblik. Uz to, oblaci su sastavljeni od različitih čestica koje, opet, ovise o temperaturi i visini.
U njima se nalaze kapljice vode koje se skupljaju, pa padnu u obliku kiše na Zemlju.

## Oblaci i oborine
Ako u nekom dijelu Zemljine atmosfere koji je zasićen vlagom pada temperatura, kondenzirat će se vodena para i stvarati vodene kapljice. Stvaraju li se te kapljice blizu tla, nastat će magla, a stvaraju li se u većim visinama, nastat će oblaci. Oblaci nastaju i na taj način da se topli zrak kao specifički lakši diže uvis, gdje je niža temperatura. Sadrži li taj zrak veliku količinu vlage, ona će se zbog ohlađivanja kondenzirati, i time će nastati oblaci. Stvaranju magle pogoduju prašina i dim koji se nalaze u zraku. Čestice prašine i dima čine jezgre kondenzacije vodene pare koja je ohlađena ispod rosišta. Zimi odnosno na visokim planinama, kada je temperatura vrlo niska, smrzavaju se vodene kapljice u sitne kristale, koje stvaraju snijeg. 
Kiša se sastoji od krupnih kapljica vode. Da bi iz oblaka padala kiša, moraju od sitnih kapljica nastati krupnije, jer sitne kapljice padaju sporo, pa se na putu ispare. Ljeti zbog brzog i velikog zagrijavanja diže se u visinu zrak s velikim sadržajem vlage, gdje se ohladi ispod 0 °C. Kako ljeti sadrži zrak više vlage nego zimi, stvorit će se ohlađivanjem veliki kristali odnosno led, koji pada kao tuča na Zemlju. Zemaljska površina gubi noću ižarivanjem velik dio topline, koju je danju primila putem Sunčeve svjetlosti. Zbog toga nastaje ohlađivanje zraka, a time kondenzacija suvišne vlage u obliku kapljica na površini Zemlje. To je rosa. Zimi zbog istog razloga nastaje ohlađivanje ispod 0 °C, a time smrzavanje rose u obliku iglica, što se zove mraz. 
Sve navedene meteorološke pojave, to jest kiša, snijeg, tuča, rosa i mraz, koje nastaju zbog kondenzacije vodene pare u zraku, zovu se oborine. Količina oborina mjeri se visinom sloja vode u milimetrima po četvornom metru (mm/m2) koga bi stvorila voda oborina kad bi ostala na tlu, a da se ne ispari, a niti otiče u zemlju. Na primjer ako se kaže da je u toku 24 sata na nekom mjestu količina oborina 2 mm, to znači da je palo toliko kiše da na svaki m2 dolazi 2 litre vode. Naime sloju vode visine 1 mm na površini od 1 m2 odgovara količina vode od 1 litre, to jest 1 dm3. Suhi krajevi imaju ispod 500 mm oborina godišnje. Za mjerenje količine oborina služi mjerni instrument kišomjer, pluviometar ili ombrometar.

## Vrste oblaka
Osnovna podjela oblaka temelji se na činjenici da je, usprkos velikoj raznolikosti oblaka, moguće izdvojiti ograničen broj svojstvenih oblika, koji se često mogu naći u gotovo svim dijelovima svijeta. Takva podjela svojstvenih oblika sadrži podjelu na rodove, vrste i podvrste, a kao dopunu daje i odlike koje detaljnije opisuju pojedina svojstva oblaka. Druga osnovna podjela odnosi se na visinu na kojoj se pojavljuju oblaci.

### Vrste oblaka prema visini i obliku
S obzirom na visinu nad tlom na kojoj se pojavljuju, razlikuju se niski, srednji i visoki oblaci te oblaci okomitog razvoja. U umjerenim zemljopisnim širinama niski oblaci nalaze se na visinama između tla i 2 km, srednji na visinama između 2 i 7 km, a visoki između 7 i 13 km. Oblaci okomitog razvoja pojavljaju se u pravilu na visinama između 800 m i 13 km (iznimno i do 16 km). Gornje su granice slojeva oblaka u tropima podignute za koji kilometar, a u polarnim su predjelima za nekoliko kilometara spuštene.
Prvu morfološku razredbu oblaka izradio je 1803. engleski amaterski meteorolog Luke Howard (1772. – 1864.) i ona se u proširenom obliku zadržala do danas. Osnovna je pretpostavka te podjele da je unatoč velikoj raznovrsnosti oblika oblaka moguće izdvojiti 10 vrsta karakterističnih oblika koji se nalaze u svim krajevima svijeta:
- visoki oblaci: cirus (Ci), cirostratus (Cs) i cirokumulus (Cc),
- srednje visoki oblaci: altostratus (As) i altokumulus (Ac),
- niski oblaci: stratokumulus (Sc) i stratus (St),
- oblaci okomitog razvoja: kumulus (Cu), kumulonimbus (Cb) i nimbostratus (Ns).[4]

Vrste se dalje dijele na podvrste: castellanus (poput dvorca s tornjevima), fibratus (vlaknast), floccus (poput pramena vune), fractus (izlomljen), lentikularis (lećast), nebulosus (bezobličan), stratiformis (slojevit), uncinus (kukičast), spissatus (zgusnut) i tako dalje. Neki oblici dodatno karakteriziraju pojedine oblake, na primjer vrh u obliku nakovnja (inkus) ili vrećaste izbočine na podnici (mamatus).

#### Cirusi
Cirus (lat. cirrus: kovrčica, međunarodna kratica Ci) je visoki oblak u obliku bijelih vlakana, bjeličastih pločica ili koprena. Prema obliku može biti castellanus (poput dvorca s tornjevima), fibratus (vlaknast), floccus (poput pramena vune), spissatus (zgusnut) i uncinus (kukičast). Tanak je i ne baca sjenu. Sastavljen od ledenih kristalića. Pojavljuje se u umjerenim zemljopisnim širinama na visini između 5 i 13 kilometara. Cirus ne daje oborine. Kondenzacijski tragovi koji ostavljaju zrakoplovi što lete na velikim visinama, zapravo su vrsta cirusnih oblaka. Trag se stvara kad se vodena para koju ispušta zrakopolov smrzava u ledene kristaliće.

#### Cirokumulusi
Cirokumulus (međunarodna kratica Cc) je bijeli oblak koji čine sitni odvojeni okruglasti elemenati katkada poredani u nizove ili rebra, između kojih se vidi plavo nebo. Prema obliku može biti slojevit (stratiformis), lećast (lenticularis), poput dvorca s tornjevima (castellanus) i pramena vune (floccus). Nema sjenu. Sastoji se isključivo od ledenih kristalića, a pojavljuje se na visinama između 5 i 13 kilometara (u umjerenim zemljopisnim širinama). Ne daje oborine. Često nastaje na tragovima zrakoplova.

#### Cirostratusi
Cirostratus (međunarodna kratica Cs) je visoki mliječnobijeli oblak koji potpuno ili djelomično pokriva nebo. Može biti vlaknast (fibratus) i bezobličan (nebulosus). Kroz njega prolazi Sunčeva svjetlost tako da predmeti na tlu imaju oštru sjenu. U umjerenom pojasu pojavljuje se na visinama između 5 i 13 kilometara, a sastoji se od ledenih kristalića. Često ga, osobito kada se Sunce nalazi nisko nad obzorom, prati optička pojava halo. Ne daje oborine.

#### Altokumulusi
Altokumulus (lat. altus: visok + cumulus: gomila, hrpa; međunarodna kratica Ac) je oblak koji tvori skupine nepravilnih oblačića bijele i sive boje na visinama od 2,5 do 6 kilometara. Srednji su dijelovi oblaka gušći, deblji i tamniji. Prema obliku može biti lećast (lenticularis), slojevit (stratiformis), poput dvorca s tornjevima (castellanus) i poput pramena vune (floccus). Najčešće se sastoji od vodenih kapljica, katkad se u njima miješaju voda i led. Oborine iz altokumulusa ne dopiru do tla.

#### Altostratusi
Altostratus (lat. altus: visok + stratus: prostrt, međunarodna kratica As) je oblak u obliku prostrana siva ili plavkasta jednolična sloja na visinama između 3 i 5 kilometara. Većinom je debeo tako da potpuno prekriva Sunce, a katkad je tanji pa se Sunce kroz njega nazire. Sastoji se od pothlađenih sitnih vodenih kapljica i ledenih kristalića (snježnih pahuljica) koji sporo rastu. Iz altostratusa mogu padati slaba kiša, snježna zrnca ili snijeg.

#### Nimbostratusi
Nimbostratus (lat. nimbus: oblak + stratus: sloj, naslaga; međunarodna kratica Ns) je bezoblični, tamnosivi gusti oblak koji potpuno prekriva Sunce, a pojavljuje se obično na visinama između 2 i 5 kilometara. Daje dugotrajne jednolične oborine (pada mirna i jednolična kiša ili sipi trajni snijeg). Podnica mu je zbog padanja oborine difuzna (razlivena) pa joj se visina ne može točno odrediti. Ispod nimbostratusa obično se pojavljuju rastrgani oblaci koji ga djelomično pokrivaju (mali čupasti oblaci). Nimobostratus se najčešće razvija iz altostratusa, a ljeti često nastaje razvlačenjem kumulonimbusa.

#### Stratokumulusi
Stratokumulus (od lat. stratus: prostrt + cumulus: gomila, hrpa; međunarodna kratica Sc) je niski, slojeviti, najčešće kišonosni oblak u obliku pločica, grudica ili valjaka. U našim zemljopisnim širinama najčešće se nalazi na visini od 0,5 do 1,5 kilometar. Prema obliku može biti slojevit (stratiformis), lećast (lenticularis) i poput dvorca s tornjevima (castellanus). Rubovi su pojedinih oblaka tanki, bijeli i propuštaju svjetlost, a sredina im je deblja i tamnija. Daje slabu oborinu (kišu, snijeg, snježna zrnca ili soliku).

#### Stratusi
Stratus (od lat. stratus: prostrt; međunarodna kratica St) je jednolični, sivi, slojeviti oblak niske podnice, koji se obično nalazi na visini od 0,2 do 0,5 kilometra. Ako nije predebeo, kroz njega se vidi Sunce kao žućkasta ploča. Može biti bezobličan (nebulosus) i izlomljen (fractus). Izlomljeni stratus (stratus fractus) često se nalazi ispod podnice drugih oblaka. Najčešće se sastoji od sitnih vodenih kapljica, a na niskim temperaturama od ledenih kristalića. Uglavnom ne daje oborine, a ako daje, većinom su u obliku sićušnih čestica kao što su rosulja, ledeni kristali ili snježna zrnca. Ako se stratus nalazi pri tlu, naziva se magla.

#### Kumulusi
Kumulus (lat. cumulus: gomila, hrpa; međunarodna kratica Cu) je oblak gomilaste strukture s ravnom podnicom (na visini od 0,8 do 2,4 kilometra) oštrih rubova i s vrhom koji mjestimice podsjeća na cvjetaču. Između pojedinih kumulusa nalazi se prostor bez oblaka, koji nastaje zbog silaznih grana konvekcijskoga toplinskog strujanja (termika). Kumulusi su sastavljeni od vodenih kapljica, grudasti su, ponekad rastrgani, a većinom se pojavljuju u oštrim, grudastim oblicima pa se čine nabreknutima. Najčešće narastu vrlo visoko. Dijelovi oblaka koje obasjava Sunce su blještavi, bijeli, dok je osnova vodoravna i vrlo tamna, jer je u sjeni. Pripada u najljepše oblake.

#### Kumulonimbusi
Kumulonimbus (lat. cumulus: gomila, hrpa + nimbus: oblak; međunarodna kratica Cb) je veliki, debeli i gusti oblak koji se uzdiže okomito uvis, katkada i iznad 10 kilometara. Donji mu je dio tamne, olovnosive boje, a gornji sadrži vlaknaste strukture, ispod kojih se često pojavljuju tamni rastrgani oblaci. Prema obliku može biti ćelav (calvus) i kosmat (capillatus). Gornji dio oblaka često se razvlači vodoravno pa oblak poprima oblik nakovnja (incus). Ako je podnica razvijenoga kumulonimbusa na temperaturi iznad 0 °C, sastoji se od kapljica vode. Iznad podnice nalazi se sloj pothlađenih kapljica (kapljica vode na temperaturama nižim od 0 °C), u većim visinama nalazi se mješavina ledenih kristalića i pothlađenih kapljica vode, a u najgornjem dijelu kumulonimbusa nalaze se samo kristali leda. Kad im se zaledi gornji dio, nazivamo ih olujnim oblacima.
Ubraja se u konvekcijske oblake, jer nastaje razvojem kumulusa u nestabilnoj atmosferi (termika). Zbog burnih procesa u kumulonimbusu s velikim okomitim brzinama (više od 20 m/s) te jakim silaznim strujama na dijelu područja ispod oblaka, katkada je uzrokom vremenskih nepogoda (tuče, jakih mahova vjetra, udara munje, kratkotrajnih no vrlo snažnih pljuskova, a zimi gustih i krupnih snježnih pahulja) pa je opasn za zračne letjelice, a i za građevine na tlu.

### Oblaci iznad troposfere

#### Polarni stratosferski oblaci
Polarni stratosferski oblaci ili sedefasti oblaci (međunarodna kratica PSC) pojavljuju se vrlo rijetko tijekom zime u donjoj stratosferi na visini od 15 do 25 kilometara u višim zemljopisnim širinama. Nalik su cirusima ili cirokumulusima, a karakteristične su sedefaste boje (nastaje zbog irizacije ili pojave duginih boja na oblacima).

#### Noćni svijetleći oblaci
Noćni svijetleći oblak, svjetleći noćni oblak ili noktilucentni oblak (međunarodna kratica NLC) je najviši oblak na Zemlji. Pojavljuje se u ljetnim mjesecima u visokim zemljopisnim širinama na visini od 76 do 85 kilometara, i to u dubokom sumraku kada se Sunce nalazi ispod obzora (horizonta), a oblak je još obasjan Suncem. Zlatne je ili crvenosmeđe boje blizu obzora, a više na nebu plavobijele, povremeno i grimizne boje. Pretpostavlja se da se sastoji od ledenih kristala, vulkanskoga pepela ili meteorske prašine.

### Vrste oblaka prema načinu postanka
Prema načinu postanka (genetska razredba), razlikuju se tri osnovne vrste oblaka: konvektivni oblaci, slojeviti oblaci i valoviti oblaci. 

#### Konvektivni oblaci
Konvektivni oblaci su kumulusi, kumulonimbusi i altokumulus castellanusi koji nastaju kada se okomitim strujanjem podiže topli vlažni zrak u više i hladnije dijelove atmosfere gdje se vodena para kondenzira (termika). Pri slabijoj konvekciji mogu nastati kumulusi, pri jačoj kumulonimbusi, a pri konvekciji u višim slojevima atmosfere altokumulusi castellanusi.

#### Slojeviti oblaci
Slojeviti oblaci nastaju zbog pravilna, postupna dizanja slojeva vlažnoga zraka na velikom području (altostratus, cirostratus, cirus, nimbostratus, stratus), turbulencijom zraka na planinskim preprekama ili kao posljedica dinamičke turbulencije zraka u razmjerno tankom sloju (cirokumulus, stratokumulus).

#### Valoviti oblaci
Valoviti oblaci su cirokumulusi i altostratusi koji se pojavljuju kao posljedica valovitih gibanja u atmosferi u obliku usporednih, jednako širokih pojasova, koji pokrivaju veći ili manji dio neba. Ti oblaci mogu biti dugački desetke i stotine kilometara, a debljina im je nekoliko desetaka do stotinjak metara.

### Vrste oblaka prema odnosu duljine i visine
Također oblake možemo svrstati i u:
- stratiformne oblake koji imaju vodoravne izmjere mnogo veće od okomitih;
- kumuliformne oblake koji imaju veće okomite izmjere od vodoravnih;
- orografske oblake koji nastaju pod utjecajem reljefa (takozvani valni oblaci).

## Vanjske poveznice
- Detalji glavnih tipova i podtipova oblaka (engl.)
- DHMZ - Kako raspoznavati oblake?  Arhivirana inačica izvorne stranice od 30. ožujka 2017. (Wayback Machine)
- Međunarodni atlas oblaka (I)  Arhivirana inačica izvorne stranice od 14. siječnja 2022. (Wayback Machine), DHMZ, 2007.
- Međunarodni atlas oblaka (II)  Arhivirana inačica izvorne stranice od 14. siječnja 2022. (Wayback Machine), DHMZ, 2007.